# Vaasan Palloseura 2013
Questa voce raccoglie le informazioni riguardanti il Vaasan Palloseura nelle competizioni ufficiali della stagione 2013.

## Stagione
Nella stagione 2013 il VPS ha disputato la Veikkausliiga, massima serie del campionato finlandese di calcio, terminando il torneo al terzo posto con 51 punti conquistati in 33 giornate, frutto di 14 vittorie, 9 pareggi e 10 sconfitte, conquistando l'accesso alla UEFA Europa League 2014-2015. In Suomen Cup è stato eliminato ai quarti di finale dal JJK. In Liigacup è stato subito eliminato alla fase a gironi.

## Rosa
| N. |                      | Ruolo | Calciatore           |
| -- | -------------------- | ----- | -------------------- |
| 1  | Finlandia (bandiera) | P     | Janne Henriksson     |
| 2  | Finlandia (bandiera) | D     | Atte Hoivala         |
| 3  | Finlandia (bandiera) | D     | Ville Koskimaa       |
| 4  | Finlandia (bandiera) | D     | Jesper Engström      |
| 5  | Finlandia (bandiera) | D     | Antti Uimaniemi      |
| 6  | Finlandia (bandiera) | C     | Cheyne Fowler        |
| 7  | Finlandia (bandiera) | A     | Bamo Alfat           |
| 8  | Finlandia (bandiera) | C     | Sebastian Strandvall |
| 9  | Finlandia (bandiera) | A     | Jarno Parikka        |
| 10 | Finlandia (bandiera) | C     | Tony Björk           |

| N. |                        | Ruolo | Calciatore          |
| -- | ---------------------- | ----- | ------------------- |
| 11 | Finlandia (bandiera)   | A     | Kim Böling          |
| 12 | Finlandia (bandiera)   | P     | Karl-Filip Eriksson |
| 14 | Finlandia (bandiera)   | C     | Patrik Lomski       |
| 15 | Stati Uniti (bandiera) | D     | Karsten Smith       |
| 16 | Finlandia (bandiera)   | D     | Jyrki Saranpää      |
| 17 | Finlandia (bandiera)   | D     | Mustafa Maki        |
| 18 | Kenya (bandiera)       | C     | Anthony Dafaa       |
| 19 | Stati Uniti (bandiera) | A     | Jordan Seabrook     |
| 20 | Finlandia (bandiera)   | C     | Ville Luokkala      |
| 32 | Finlandia (bandiera)   | P     | Henri Sillanpää     |

## Statistiche

### Statistiche di squadra
| Competizione  | Punti | In casa | In casa | In casa | In casa | In casa | In casa | In trasferta | In trasferta | In trasferta | In trasferta | In trasferta | In trasferta | Totale | Totale | Totale | Totale | Totale | Totale | DR |
| Competizione  | Punti | G       | V       | N       | P       | Gf      | Gs      | G            | V            | N            | P            | Gf           | Gs           | G      | V      | N      | P      | Gf     | Gs     | DR |
| ------------- | ----- | ------- | ------- | ------- | ------- | ------- | ------- | ------------ | ------------ | ------------ | ------------ | ------------ | ------------ | ------ | ------ | ------ | ------ | ------ | ------ | -- |
| Veikkausliiga | 51    | 16      | 7       | 6       | 3       | 25      | 17      | 17           | 7            | 3            | 7            | 16           | 22           | 33     | 14     | 9      | 10     | 41     | 39     | +2 |
| Suomen Cup    | -     | 1       | 0       | 0       | 1       | 0       | 2       | 3            | 3            | 0            | 0            | 6            | 1            | 4      | 3      | 0      | 1      | 6      | 3      | +3 |
| Liigacup      | -     | 3       | 0       | 1       | 2       | 2       | 6       | 3            | 1            | 1            | 1            | 4            | 6            | 6      | 1      | 2      | 3      | 6      | 12     | -6 |
| Totale        | -     | 20      | 7       | 7       | 6       | 27      | 25      | 23           | 11           | 4            | 8            | 26           | 29           | 43     | 18     | 11     | 14     | 53     | 54     | -1 |